# Reddyanus bilyi
Espèce
Synonymes
- Isometrus bilyi Kovařík, 2003

Reddyanus bilyi est une espèce de scorpions de la famille des Buthidae.

## Distribution
Cette espèce est endémique du Queensland en Australie. Elle se rencontre vers Kuranda.

## Description
La femelle holotype mesure 26,1 mm.

## Systématique et taxinomie
Cette espèce a été décrite sous le protonyme Isometrus bilyi par Kovařík en 2003. Elle est placée dans le genre Reddyanus par Kovařík, Lowe, Ranawana, Hoferek, Jayarathne, Plíšková et Šťáhlavský en 2016.

## Étymologie
Cette espèce est nommée en l'honneur de Svatopluk Bílý.

## Publication originale
- Kovařík, 2003 : « A review of the genus Isometrus Ehrenberg, 1828 (Scorpiones: Buthidae) with descriptions of four new species from Asia and Australia. » Euscorpius, no 10, p. 1-19 (texte intégral).